# Friedhelm Wentzke
Friedhelm Wentzke (Castrop-Rauxel, 13 settembre 1935) è un ex canoista tedesco.

## Palmarès

### Olimpiadi
- 2 medaglie[1]:
  - 1 oro (Roma 1960 nel K1 4x500 m)
  - 1 argento (Tokyo 1964 nel K4 1000 m)